# Баскетбол на летней Спартакиаде народов СССР 1979 — мужчины
Баскетбольный турнир VII летней Спартакиады народов СССР 1979 года был проведён с 23 июля по 3 августа 1979 года в Вильнюсе и Каунасе.
На предварительном этапе приняли участие 15 сборных команд из всех союзных республик, а также сборные Москвы и Ленинграда. В полуфинальном этапе к ним присоединились сборные США, Югославии, Чехословакии и Польши.

## Предварительный этап

### 1 подгруппа
| Место                                      | Команда        | Игры | Поб | Пор | Забито | Пропущено | +/- | Очки |
| ------------------------------------------ | -------------- | ---- | --- | --- | ------ | --------- | --- | ---- |
| 1                                          | Грузинская ССР | 3    | 2   | 1   | 280    | 254       | +26 | 5    |
| 2                                          | Эстонская ССР  | 3    | 2   | 1   | 278    | 250       | +28 | 5    |
| 3                                          | Узбекская ССР  | 3    | 2   | 1   | 240    | 236       | +4  | 5    |
| 4                                          | Казахская ССР  | 3    | 0   | 3   | 225    | 281       | −56 | 3    |
| Данные на 26 июля 1979 Итоговое положение. |                |      |     |     |        |           |     |      |

### 2 подгруппа
| Место                                      | Команда         | Игры | Поб | Пор | Забито | Пропущено | +/- | Очки |
| ------------------------------------------ | --------------- | ---- | --- | --- | ------ | --------- | --- | ---- |
| 1                                          | Ленинград       | 3    | 3   | 0   | 305    | 247       | +58 | 6    |
| 2                                          | Белорусская ССР | 3    | 2   | 1   | 291    | 251       | +40 | 5    |
| 3                                          | Киргизская ССР  | 3    | 1   | 2   | 267    | 286       | −19 | 4    |
| 4                                          | Армянская ССР   | 3    | 0   | 3   | 224    | 303       | −79 | 3    |
| Данные на 26 июля 1979 Итоговое положение. |                 |      |     |     |        |           |     |      |

### 3 подгруппа
| Место                                      | Команда             | Игры | Поб | Пор | Забито | Пропущено | +/-  | Очки |
| ------------------------------------------ | ------------------- | ---- | --- | --- | ------ | --------- | ---- | ---- |
| 1                                          | Москва              | 3    | 3   | 0   | 358    | 240       | +118 | 6    |
| 2                                          | Латвийская ССР      | 3    | 2   | 1   | 320    | 277       | +43  | 5    |
| 3                                          | РСФСР               | 3    | 1   | 2   | 254    | 322       | −68  | 4    |
| 4                                          | Азербайджанская ССР | 3    | 0   | 3   | 242    | 335       | −93  | 3    |
| Данные на 26 июля 1979 Итоговое положение. |                     |      |     |     |        |           |      |      |

### 4 подгруппа
| Место                                      | Команда         | Игры | Поб | Пор | Забито | Пропущено | +/-  | Очки |
| ------------------------------------------ | --------------- | ---- | --- | --- | ------ | --------- | ---- | ---- |
| 1                                          | Украинская ССР  | 4    | 4   | 0   | 428    | 311       | +117 | 8    |
| 2                                          | Литовская ССР   | 4    | 3   | 1   | 429    | 326       | +103 | 7    |
| 3                                          | Молдавская ССР  | 4    | 2   | 2   | 322    | 341       | −19  | 6    |
| 4                                          | Туркменская ССР | 4    | 1   | 3   | 294    | 386       | −92  | 5    |
| 5                                          | Таджикская ССР  | 4    | 0   | 4   | 319    | 428       | −109 | 4    |
| Данные на 26 июля 1979 Итоговое положение. |                 |      |     |     |        |           |      |      |

## Полуфинальный этап

### Подгруппа «А»
| Место                                      | Команда         | Игры | Поб | Пор | Забито | Пропущено | +/-  | Очки |
| ------------------------------------------ | --------------- | ---- | --- | --- | ------ | --------- | ---- | ---- |
| 1                                          | Москва          | 5    | 5   | 0   | 518    | 413       | +105 | 10   |
| 2                                          | Чехословакия    | 5    | 4   | 1   | 458    | 413       | +45  | 9    |
| 3                                          | Литовская ССР   | 5    | 3   | 2   | 469    | 436       | +33  | 8    |
| 4                                          | Грузинская ССР  | 5    | 2   | 3   | 412    | 465       | −53  | 7    |
| 5                                          | Польша          | 5    | 1   | 4   | 397    | 449       | −52  | 6    |
| 6                                          | Белорусская ССР | 5    | 0   | 5   | 416    | 476       | −60  | 5    |
| Данные на 31 июля 1979 Итоговое положение. |                 |      |     |     |        |           |      |      |

### Подгруппа «Б»
| Место                                      | Команда        | Игры | Поб | Пор | Забито | Пропущено | +/- | Очки |
| ------------------------------------------ | -------------- | ---- | --- | --- | ------ | --------- | --- | ---- |
| 1                                          | Украинская ССР | 5    | 4   | 1   | 463    | 423       | +40 | 9    |
| 2                                          | Ленинград      | 5    | 3   | 2   | 420    | 419       | +1  | 8    |
| 3                                          | США            | 5    | 3   | 2   | 401    | 396       | +5  | 8    |
| 4                                          | Латвийская ССР | 5    | 2   | 3   | 470    | 480       | −10 | 7    |
| 5                                          | Югославия      | 5    | 2   | 3   | 416    | 430       | −14 | 7    |
| 6                                          | Эстонская ССР  | 5    | 1   | 4   | 403    | 425       | −22 | 6    |
| Данные на 31 июля 1979 Итоговое положение. |                |      |     |     |        |           |     |      |

## Утешительный этап

### За 13—16-е места
| Место                                      | Команда        | Игры | Поб | Пор | Забито | Пропущено | +/- | Очки |
| ------------------------------------------ | -------------- | ---- | --- | --- | ------ | --------- | --- | ---- |
| 13                                         | Узбекская ССР  | 3    | 3   | 0   | 241    | 222       | +19 | 6    |
| 14                                         | РСФСР          | 3    | 2   | 1   | 272    | 239       | +33 | 5    |
| 15                                         | Молдавская ССР | 3    | 1   | 2   | 233    | 275       | −42 | 4    |
| 16                                         | Киргизская ССР | 3    | 0   | 3   | 248    | 258       | −10 | 3    |
| Данные на 30 июля 1979 Итоговое положение. |                |      |     |     |        |           |     |      |

### За 17—21-е места
| Место                                      | Команда             | Игры | Поб | Пор | Забито | Пропущено | +/- | Очки |
| ------------------------------------------ | ------------------- | ---- | --- | --- | ------ | --------- | --- | ---- |
| 17                                         | Армянская ССР       | 4    | 3   | 1   | 331    | 324       | +7  | 7    |
| 18                                         | Туркменская ССР     | 4    | 3   | 1   | 321    | 319       | +2  | 7    |
| 19                                         | Казахская ССР       | 4    | 2   | 2   | 367    | 359       | +8  | 6    |
| 20                                         | Азербайджанская ССР | 4    | 1   | 3   | 345    | 347       | −2  | 5    |
| 21                                         | Таджикская ССР      | 4    | 1   | 3   | 325    | 371       | −46 | 5    |
| Данные на 30 июля 1979 Итоговое положение. |                     |      |     |     |        |           |     |      |

## Финальный этап

### За 1—2-е места
Москва—Украинская ССР 85:81.

### За 3—4-е места
Чехословакия—Ленинград 79:73.

### За 5—6-е места
США—Литовская ССР 86:76.

### За 7—8-е места
Грузинская ССР—Латвийская ССР 68:57.

### За 9—10-е места
Югославия—Польша 73:66.

### За 11—12-е места
Эстонская ССР—Белорусская ССР 79:73.

## Составы команд
1 место Москва: Сергей Белов (ЦСКА), Александр Болошев (Динамо), Иван Едешко (ЦСКА), Станислав Ерёмин (ЦСКА), Алжан Жармухамедов (ЦСКА), Владимир Жигилий (Динамо), Евгений Коваленко (ЦСКА), Сергей Коваленко (ЦСКА), Андрей Лопатов (ЦСКА), Валерий Милосердов (ЦСКА), Анатолий Мышкин (ЦСКА), Виктор Петраков (ЦСКА). Тренер – Юрий Селихов.
 2 место Украинская ССР: Александр Белостенный (Строитель), Виктор Бережной (СКА), Борис Дербенцев (СКА), Мирча Кожелянко (Строитель), Владимир Мартынов (Строитель), Роман Рыжик (Строитель), Владимир Рыжов (Строитель), Александр Сальников (СКА), Виктор Смольяков (Строитель), Владимир Ткаченко (Строитель), Виталий Хоменко (Строитель), Александр Шальнёв (Строитель). Тренер – Борис Вдовиченко.
 3 место Чехословакия: Зденек Бём, Камил Брабенец, Франтишек Бургер, Властимил Гавлик, Душан Жачек, Юрай Жуффа, Властибор Климеш, Зденек Кос, Станислав Кропилак, Петер Райниак, Ладислав Роус, Ярослав Скала. Тренер – Павел Петера.
4 место Ленинград: Алексей Агеев, Владимир Братанчук, Владимир Горин, Геннадий Капустин, Александр Караваев, Сергей Кузнецов, Андрей Макеев, Сергей Махлин, Юрий Павлов, Михаил Силантьев, Сергей Тараканов, Андрей Тюбин (все — Спартак). Тренер – Владимир Кондрашин.